# New Foot-ball Club
(Sociedad) Football Sky y sus variantes redirigen aquí.
El New Foot-ball Club, creado bajo el nombre de Sociedad de Foot-ball, y sobre todo conocido por su denominación primigenia de (Sociedad) Foot-ball Sky, fue un antiguo club de fútbol con sede en Madrid, España. Fundado a finales del año 1897  y renombrado en 1902 desapareciendo finalmente en 1903 ante la imposibilidad de seguir con actividad debido a las diferencias internas y marchas de jugadores fuera del club.
El club de fútbol —football en la época— fue el decano de la capital española con la única finalidad de la práctica de este deporte, motivo por la que era referido a veces únicamente como la Sociedad. Fue hasta el año 1900 el único club existente legalizado para su exclusiva práctica en Madrid, coexistiendo con la Association Sportive Française. Anteriormente existieron en la región el Cricket y Football (Club) de Madrid y la Sociedad de Juegos al Aire Libre, que fueron las primeras sociedades deportivas que incluyeron la práctica del fútbol entre sus actividades.
Hasta su desaparición fue uno de los clubes más importantes de la región Centro, llegando a disputar el Concurso Madrid de foot-ball, competición que dio origen al Campeonato de España —actual Copa del Rey—.

## Historia

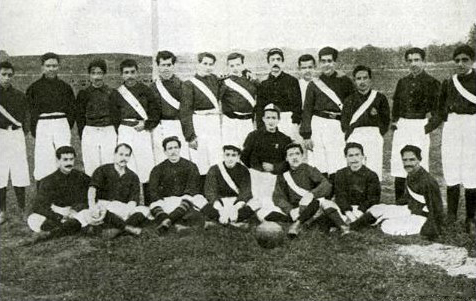
Antecesores del club en el siglo XIX.

En 1897 un grupo de jóvenes de la Institución Libre de Enseñanza fundó la primera sociedad o club de football de Madrid, bajo el nombre de Sociedad de Foot-Ball. Debido a la poca extensión de dicho deporte en el país, no se encontraban aún recintos propios o debidamente conformados para su práctica, por lo que los entusiastas jugadores se repartían por diferentes descampados y zonas de la ciudad en los que los propios jugadores llegaban temprano para pintar las líneas del campo y acondicionar las porterías para poder disputar sus partidos. Uno de ellos se encontraba en las cercanías del barrio de Vallecas en el que comenzaron a entrenarse. Otro fue el campo de Moncloa, un descampado situado en las proximidades de los desmontes de Moncloa (se encontraba en la manzana que actualmente formarían las calles Vallehermoso, Alberto Aguilera, Andrés Mellado y Meléndez Valdés).
Legalizada en enero de 1898, con Luis Bermejillo como presidente, se duda por las insuficientes y poco correctas crónicas de la época si posteriormente dicha agrupación sería rebautizada como (Sociedad) Foot-Ball Sky dando continuidad al club, o si era un embrión o protoclub precedente al que nos concierne. En cualquier caso, se sitúan como orígenes y continuación histórica de este club.
En 1900, tres años después de su fundación, atravesaba por graves apuros para mantenerse vivo por lo que parte de los integrantes del club se marcharon para fundar otro equipo al que bautizaron oficialmente como (Sociedad) Madrid Foot-Ball Club. Este disputó varios partidos amistosos por la provincia de Madrid para promocionar el nuevo deporte, teniendo lugar el primero de la entidad que se tiene constancia el 6 de octubre de 1901 en el Campo del Retiro, si bien se constituyeron tras la escisión en el Solar de Estrada. Así se mantuvo durante un par de años, sin legalizar su nacimiento futbolístico ya que no lo creían necesario para practicarlo, hasta que por impulso de Julián Palacios y los hermanos Juan y Carlos Padrós —presidente e integrantes de la escisión del Foot-Ball Sky— legalizaron oficialmente la nueva asociación el 6 de marzo de 1902 quedando constatado en el siguiente comunicado de solicitud de registro enviado días después al Gobierno Civil:
Como club decano de Madrid tras su fundación en diciembre de 1897 —días después nació otra sociedad de football en la ciudad—, empezó a disputar partidos entre sus integrantes para promocionar el nuevo deporte en la capital.
Luis Bermejillo fue el primer mandatario de una entidad que poco a poco comenzó a tener sus primeros adeptos, y que celebró su primera junta el 5 de enero de 1898.
Durante el año 1900 se produce una primera escisión en el club debido a la marcha deportiva del club, ya que no en vano el fútbol seguía siendo algo inestable en la sociedad. Dicha escisión, ante la que nada puede hacer el entonces presidente, el señor D. Ángel Mayora, fue encabezada por Julián Palacios, y los hermanos Carlos y Juan Padrós entre otros dando posteriormente con la formación del Madrid Foot-Ball Club, y que disputó su primer encuentro como nueva sociedad el 6 de octubre de 1901. Entretanto, dicho nuevo club era conocido como Nueva Sociedad de Foot-ball.
En el año 1902, cambió su razón social y su denominación a la de New Foot-Ball Club —no confundirse con la Nueva Sociedad de Foot-Ball, embrión de la (Sociedad) Madrid Foot-Ball Club—, con motivo de su próxima participación junto al Bizcaya, el Football Club Barcelona, el Club Español de Football y el mencionado Madrid Foot-Ball Club, en la Copa de la Coronación o Concurso Madrid, la que fue la primera competición de fútbol a nivel nacional en España, y celebrada con motivo de la coronación de Alfonso XIII. 
El equipo disputó las semifinales de la competición contra el Club Bizcaya, que previamente había eliminado al Club Español de Football. El partido finalizó con un contundente 8-1 favorable a los vascos, resultando así eliminados los madrileños.
Determinados ya los equipos que se enfrentaron en la final, se decidió que los equipos eliminados jugasen un trofeo de consolación denominado la Copa de la Gran Peña. Finalmente, el New Foot-Ball Club y el Football Club Barcelona rehusaron disputar el nuevo trofeo que ganó el Madrid Foot-Ball Club.
Sin duda la inestabilidad del club desde su formación fue la que impidió el desarrollo de este. Así, nuevos jugadores abandonan la disciplina para formar el Club Español de Madrid, denominado así para diferenciarlo del Club Español de Football de Barcelona.
Un año más tarde, y jugando aún en el Campo del Tiro de Pichón del Retiro, la situación del club se complicó nuevamente cuando una nueva y definitiva escisión en la sociedad dio con la desaparición del decano club madrileño, dando origen a otra nueva: el Internacional Football Club.

## Uniforme
La sociedad vestía blusa encarnada con pantalón azul según publicaciones de la época, momentos antes de su desaparición.

## Organigrama deportivo

### Jugadores
Entre algunos de sus integrantes destacaron los que participaron en el Concurso Madrid de Foot-Ball como Montojo, Piñana, L. Díaz y Salazar, que se sumaron a José López Amor, L. Valcárcel, Eugenio Bisbal, Francisco Hodans, Miguel de Valdeterrazo, E. Vallarino o Manuel Vallarino —pasando estos últimos tras el campeonato a la disciplina del Madrid Foot-Ball Club—.
Entre sus filas también figuraron jugadores como Enrique Normand, Juan A. Núñez, Luis Romero de Tejada, Emilio Valentí, Adolfo Vandosell, Pío Vandosell, Ángel Barquín, Armando Giralt, José Giralt, Mario Giralt, José de Gorostizaga, Adolfo Meléndez, Arturo Meléndez, Enrique Meléndez, Manuel Mendía, Antonio Neyra, Carlos Padrós, Juan Padrós, José Palacios, Julián Palacios o Enrique Varela siendo algunos de ellos destacados nombres en la historia del Madrid Foot-Ball Club, surgido tras una escisión en el seno del club, y que al tiempo le sucedió en la capital como club decano y principal promotor del foot-ball en la región.
Como pioneros, en una época donde primaba la expansión y crecimiento de la aún poco extendido práctica, nombres como el de Vallarino cobraron relevancia. El antiguo presidente, a finales de 1902 introdujo su práctica en Cádiz, fundando una sociedad para tal efecto. Según las crónicas de la época, pudiera tratarse del primer club surgido en la capital gaditana, desconociéndose si se trataba del Cádiz Foot-ball Club, establecido oficialmente en diciembre de 1903.

### Presidencia y Junta directiva
El primer presidente de la sociedad fue Luis Bermejillo.
Tras el cambio de razón social y cambio de denominación en 1902, se dictaminó la que fue en la Junta directiva en su nueva etapa, cuyos integrantes eran socios del club:
- Presidencia: Manuel Vallarino
- Vicepresidencia: Fernando Valcárcel
- Secretario: Guillermo García
  - Vocales: Emilio Valentí, Juan A. Núñez, Luis Díaz
  - Tesorero: Ángel Mayora

Posteriormente, y dada la continua evolución de este deporte en la capital, hubo un relevo en la dirección. A continuación se detallan los máximos dirigentes del club.
| Presidentes      | Período |
| ---------------- | ------- |
| Luis Bermejillo  | 1897-?  |
| Ángel Mayora     | ?-02    |
| Manuel Vallarino | 1902-02 |
| Juan Sevilla     | 1902-03 |

## Palmarés
- Semifinalista Copa de la Coronación: (1902).[21]